# Aeroflot-Flug 2022
Am 16. Dezember 1973 stürzte eine Tupolew Tu-124 auf dem Aeroflot-Flug 2022 von Vilnius nach Moskau ab. Bei dem Unfall kamen alle 51 Insassen ums Leben.

## Flugzeug
Die Tupolew Tu-124W (Kennzeichen: СССР-45061, c/n: 4351406) war im Jahr 1964 an die staatliche Fluggesellschaft Aeroflot ausgeliefert worden und zum Zeitpunkt des Unfalls neun Jahre alt. Das Flugzeug war mit zwei Solowjow D-20P-Turbofan-Triebwerken ausgestattet.

## Verlauf
Alle angegebenen Uhrzeiten entsprechen der Zeitzone UTC+3
Um 18:10 Uhr startete das Flugzeug vom Flughafen Vilnius in Litauen und stieg auf eine Reiseflughöhe von 7800 m.
Um 19:03 Uhr erhielten die Piloten von der Flugsicherung die Freigabe zum Sinkflug auf 5700 m. Im Sinkflug ging das Flugzeug jedoch in einen steilen Sturzflug über, der durch die Piloten in einer Höhe von 2000 m abgefangen werden konnte. Weil die künstlichen Horizonte nicht für solche Extremlagen ausgelegt waren und dadurch im weiteren Verlauf nicht mehr die wahre Fluglage anzeigen konnten, es draußen bereits dunkel war und die Piloten durch den Sturzflug desorientiert waren, wurde der folgende Steigflug zu steil ausgeführt. Die Geschwindigkeit sank auf 370 km/h und es kam zum Strömungsabriss. Das Flugzeug ging erneut in einen Sturzflug über, wobei die Piloten das Flugzeug aufgrund der geringen Höhe nicht abfangen konnten. Das Flugzeug schlug um 19:13:10 Uhr mit einer Vertikalneigung von 80° nach unten und einer Geschwindigkeit von 900 km/h in einem Feld auf, 480 m östlich vom Dorf Karatscharowo im Wolokolamski Rajon, und hinterließ einen 140 m langen, 190 m breiten und 15 m tiefen Krater. Alle 51 Insassen starben.

## Ursache
Als Ursache des Sturzfluges wurde ein Kurzschluss in der Steuerung des Höhenleitwerks festgestellt.